# Oliver E. Williamson
Oliver Eaton Williamson (n. 27 septembrie 1932, Superior, Wisconsin, SUA – d. 21 mai 2020, Berkeley, California, SUA) a fost un economist american, cunsocut în principal pentru munca depusă în cercetarea costurilor de tranzacție.
A primit cu Elinor Ostrom Premiul Nobel pentru Economie în 2009 „pentru analiza guvernarii economice si limitele firmelor”.. A fost student al lui Ronald Coase, Herbert Simon și Richard Cyert. Williamson și-a luat licența în management de la MIT Sloan School of Management în 1955, masterul de la Universitatea Stanford în 1960 și doctoratul de la Carnegie Mellon University în 1963.